# Баймырза (Северо-Казахстанская область)
Баймырза (каз. Баймырза, до 2021 г. — Коммунизм) — село в Акжарском районе Северо-Казахстанской области Казахстана. Административный центр Улькен-Караойского сельского округа. Код КАТО — 593443100.

## География
Расположено около озера Копа.

## Население
В 1999 году население села составляло 987 человек (498 мужчин и 489 женщин). По данным переписи 2009 года, в селе проживало 443 человека (214 мужчин и 229 женщин).